# Danny Meddings
Danny Meddings, né le 25 juin 1968, est un joueur professionnel de squash représentant l'Angleterre. Il atteint en novembre 1994 la douzième place mondiale sur le circuit international, son meilleur classement. Il est finaliste des Championnats d'Europe en 1993 face à Chris Walker.
Depuis sa retraite sportive, il est entraîneur au South Bank club à Londres.

## Palmarès

### Finales
- Championnats d'Europe : 1993